# María de Heredia
María de Heredia (fecha y lugar desconocidos — Nápoles, 1657) fue una actriz y autora de comedias española del Siglo de Oro Español. Sobresalió como farsanta por su "notable belleza", y como mujer empresario por sus montajes de comedias y dramas de Lope de Vega y Pedro Calderón de la Barca.

## Biografía
```
suponerse, como en el caso de otras muchas comediantas de la época, que nació en el ambiente de la 
farándula
 del 
Madrid
 de 
Felipe III
.
[
4
]
 Sí queda documentación de que contrajo matrimonio en 1620 con el "
gracioso
" Tomás de Heredia, cómico de 
Zaragoza
 y amigo de 
Lope
, de quien tomó nombre y con el que formó compañía. Pasó luego a la de Escamilla el Viejo haciendo siempre primeras damas, hasta que formó su propia compañía.
[
3
]
```

En 1642, ya madura, fue detenida y condenada a prisión por el Consejo de Castilla acusada de vivir amancebada con Gaspar de Valdés, regidor y alcaide de las cárceles de la Corte. Queda noticia de que tras cumplir su condena en la "Galera" y salir libre a los pocos días, tras dar una limosna a la Cofradía, viajó a los reinos españoles en Italia, muriendo en Nápoles entre 1657-8.
En el ameno y curioso Tratado histórico sobre el origen y progreso de la comedia y del histrionismo en España, publicado en 1804 por Casiano Pellicer, queda noticia de estos versos incluidos en los entremeses de Luis Quiñones de Benavente y cantados en su honor: 

"Damas hace y graciosas, María de Heredia.

Sal en uno, y en otro flor de canela."
 Luis Quiñones de Benavente